# Organotellurverbindungen
Organotellurverbindungen sind eine Stoffgruppe der organischen Chemie, deren Vertreter mindestens eine Kohlenstoff-Tellur-Bindung aufweisen. Untergruppen der Organotellurverbindungen sind unter anderem die Tellurole und Tellurolate, die organischen Telluride und Ditelluride, die Tellurocarbonylverbindungen und die Telluroxide. Auch tetravalente Organotellurhalogenide, hexavalente Organotellurverbindungen sowie tellurhaltige Heterocyclen sind bekannt.

## Herstellung

### Tellurole und Tellurolate
Tellurole können beispielsweise durch Alkoholyse von Aluminiumtellurid oder durch Protonierung eines Tellurolats, zum Beispiel mit Phosphorsäure, gewonnen werden. Tellurolate wiederum werden meist durch Reduktion von organischen Ditelluriden oder durch Reaktion von Organolithiumverbindungen mit elementarem Tellur gewonnen.

### Telluride und Ditelluride
Ein wichtiges Reagenz zur Herstellung von Organotellurverbindungen ist Natriumtellurid, das meist in situ aus elementarem Tellur und Natriumhydrid in N-Methylpyrrolidon hergestellt wird. Dessen Umsetzung mit Aryliodiden und Alkyliodiden ergibt zunächst ein Tellurolat, das dann weiter zu einem organischen Tellurid reagiert. Durch Oxidation des Intermediats, zum Beispiel durch Luftsauerstoff, kann stattdessen ein Ditellurid erhalten werden. Telluride mit einer Phenylgruppe können ausgehend von Diphenylditellurid erhalten werden, indem dieses zunächst mit Diisobutylaluminiumhydrid und dann mit einem Acetal, organischen Sulfonat oder Epoxid umgesetzt wird.

### Tellurocarbonylverbindungen
Tellurocarbonylverbindungen, also Tallur-Analoge der Aldehyde und Ketone können ausgehend von diesen durch Umsetzung mit Bis(dimethylaluminium)tellurid hergestellt werden.

### Organotellurhalogenide
Durch Reaktion von Tellurtetrachlorid mit Lithiumorganylen, Grignard-Verbindungen oder Organoquecksilberverbindungen werden tetravalente Organotellurchloride RnTeCl4-n (n = 1, 2, 3) erhalten.

### Telluroxide
Telluroxide, Analoge der Sulfoxide, können durch Oxidation entsprechender organischer Telluride erhalten werden, beispielsweise mit Wasserstoffperoxid, Natriumperiodat oder meta-Chlorperbenzoesäure. Eine Alternative ist die Hydrolyse von Diorganyltellurdibromiden.

### Hexavalente Organotellurverbindungen
Tellur bildet auch hexavalente organische Verbindungen. Hexamethyltellur kann hergestellt werden, indem Tetramethyltellur zunächst mit Xenondifluorid fluoriert und dann mit Dimethylzink methyliert wird. Ähnlich kann auch Hexaphenyltellur hergestellt werden, wobei als organometallisches Reagenz Phenyllithium eingesetzt wird. Die direkte Reaktion von Tellurtetrachlorid mit Phenyllithium ergibt hingegen nur schlechte Ausbeuten.

### Heterocyclen
Tellur-Analoge des Furans und abgeleiteter Verbindungen sind tellurhaltige Heterocyclen. Die erste solche Verbindung, die synthetisiert wurde, war das Tetraphenyltellurophen. Dazu wurde zunächst Diphenylacetylen mit elementarem Lithium dimerisiert und dann das so erhaltene Intermediat mit Tellurtetrachlorid umgesetzt. Unsubstituierte Tellurophen kann durch Reaktion von Diacetylen mit Natriumtellurid hergestellt werden.